# Nya Posten
Nya Posten var en politisk och litterär tidning, utgiven i Stockholm 1810–1812 av Bengt Johan Törneblad.
Törneblad var författare till fabeln »Räfvarne», införd i Nya Posten 1810: nr 22, som väckte folkmassans raseri emot den för mord på kronprinsen Karl August misstänkte greven Axel von Fersen vilseledde till att denne överfölls och mördades av pöbeln.